# Affaire Mila
L'affaire Mila commence le 18 janvier 2020 lorsque Mila Orriols, adolescente de 16 ans, après avoir refusé les avances d'un internaute musulman, reçoit de sa part des insultes homophobes et misogynes proférées en se référant au dieu de l’Islam (« Allah » en arabe). Elle publie alors sur Instagram une vidéo critiquant l'islam et l'insultant dans des termes très crus.
Alors que la vidéo polémique devient virale sur les réseaux sociaux, ses propos sont considérés par certains internautes comme dénigrants et elle est l'objet de dizaines de milliers de messages lesbophobes, misogynes et d'appels à la violence, au viol et au meurtre. Cette situation l'oblige à se déscolariser et à s'isoler à son domicile, où elle est placée sous protection judiciaire.
Au fil des jours, l'affaire prend une tournure nationale et provoque de nombreuses réactions au sein des sphères politiques, médiatiques et religieuses, notamment sur les questions d'islamophobie, de droit au blasphème et de liberté d'expression, au sein de la société française.
En parallèle, deux enquêtes judiciaires sont ouvertes : l'une contre Mila pour incitation à la haine raciale — rapidement classée sans suite — et l'autre concernant le harcèlement et les menaces de mort dont elle a fait l'objet. Treize de ses cyber-agresseurs sont jugés en juin 2021 et onze sont condamnés à 4 ou 6 mois de prison.
L'affaire est relancée en novembre 2020 avec de nouvelles menaces de mort proférées à l’encontre de l'adolescente, à la suite d'une nouvelle vidéo de Mila.
À partir de 2024, Mila Orriols se distingue par son activité accrue sur les réseaux sociaux, où elle adopte des positions idéologiques fortement ancrées à l'extrême droite. Elle manifeste également une proximité avec des personnalités affiliées à cette mouvance. Plusieurs de ses déclarations publiques ont suscité des polémiques, entraînant des accusations et des poursuites judiciaires, notamment pour incitation à la haine raciale.

## Résumé des faits
Lorsque l’affaire intervient, Mila, adolescente de 16 ans, possède un compte sur Instagram. Elle y est active et totalise plus de 9 000 abonnés,.
Le 18 janvier 2020, elle discute en live de « de tout un tas de choses », notamment de préférences amoureuses. Elle reçoit des avances « un peu lourdes » de la part d'un abonné, qu'elle rejette. Une autre de ses abonnés, lesbienne comme elle, affirme ensuite ne pas vraiment être attirée par les filles « rebeus », c’est-à-dire arabes. Mila répond : « pareil pour moi, pas mon style ». L'abonné, dont Mila a repoussé les avances au début de l'échange, l'insulte alors avec des termes lesbophobes et misogynes : « Sale pute ! », « Sale lesbienne ! » et « Sale raciste ! », puis l'insulte au nom d'Allah,. Le sujet bascule alors sur la religion. Mila quitte le live et s'aperçoit que plusieurs abonnés lui envoient une salve de menaces et de propos haineux. C'est alors qu'elle décide de poster une vidéo, censée ne rester visible que 24 heures, une « story », où elle critique et tient des propos insultants envers l'islam et son livre sacré, le Coran :

« Je déteste la religion. […] Le Coran il n’y a que de la haine là-dedans, l’islam c’est de la merde. […] J’ai dit ce que j’en pensais, vous n’allez pas me le faire regretter. Il y a encore des gens qui vont s’exciter, j’en ai clairement rien à foutre, je dis ce que je veux, ce que je pense. Votre religion, c’est de la merde, votre Dieu, je lui mets un doigt dans le trou du cul. Merci, au revoir. »

Dans cette vidéo, Mila affirme également « rejeter toutes les religions » et n'être « pas du tout raciste, puisqu’on ne peut pas être raciste envers une religion ».
Cette vidéo va très rapidement être relayée sur Internet (35 millions de vues), poussant des centaines d'internautes à multiplier des insultes lesbophobes et misogynes, à la menacer physiquement, voire à lancer des appels au meurtre à son encontre (50 000 menaces de mort). Des informations personnelles la concernant (notamment son domicile, son nom de famille et le lycée où elle étudie) sont rapidement dévoilées sur le net,,. À partir du 20 janvier, elle est déscolarisée de son lycée.
Le 21 janvier, le site d'extrême droite Bellica recueille le témoignage de Mila. Le journal de gauche Libération fait de même le lendemain ; elle y déclare : « Contrairement à eux, je n’ai insulté personne, ni menacé, ni appelé à la violence envers qui que ce soit. Ce que j’ai fait, c’est du blasphème, c’est une critique générale des religions, et rien d’autre. »
Alors que ses propos se répandent très rapidement sur la toile, les hashtags « #JeSuisMila » puis « #JesuispasMila » émergent sur Twitter pour prendre la défense de la jeune adolescente ou pour au contraire la critiquer.
Dans son livre Je suis le prix de votre liberté (Grasset, 2021), Mila indique avoir déjà subi maintes paroles désobligeantes et une agression physique aux abords de son lycée au cours des années précédentes, notamment de la part de jeunes musulmans, en raison de sa manière de se vêtir ou de son homosexualité affichée.

### Faits délictueux ultérieurs
Le 15 août 2020, Mila est à nouveau menacée de mort et de viol « au nom d'Allah » pendant un séjour linguistique à Malte. Son auteur, un Algérien vivant en France, est condamné à un an de prison avec sursis par la justice maltaise,.
Sur le réseau social TikTok, le 14 novembre 2020, Mila publie une nouvelle vidéo critique envers l'islam. S'en prenant à ses détracteurs et ceux qui la menacent de mort, elle conclut la vidéo en déclarant : « Et dernière chose, surveillez votre pote Allah, s'il vous plaît. Parce que mes doigts dans son trou du cul je les ai toujours pas sortis, ». Alors que l'extrait circule sur la toile, Mila est alors la cible d'une recrudescence d'appels au meurtre,. Elle est également exclue de son nouveau lycée militaire après avoir par mégarde cité le nom de l'internat où elle vivait. Dans un communiqué, le ministère des Armées, dont dépend l'établissement scolaire de la jeune fille, affirme que « Mila n'avait pas été exclue » et qu'elle pourra poursuivre son enseignement dans un lieu sûr, à distance, le temps que la situation s'apaise. Dans une lettre adressée au proviseur du lycée militaire parue dans le magazine Le Point, le père de Mila pointe la « lâcheté » des militaires et leur refus de protéger sa fille.
Au début de l'année 2021, Mila a reçu un total de plus de 50 000 messages de haine, avec environ une trentaine de messages à la minute,. La présidente de l’association de protection des mineurs sur Internet e-Enfance indique alors : « Jamais un mineur n’a été victime d’une telle viralité. À l’époque, l’activité autour de Mila dépassait le nombre de messages ordinairement échangés lors d’un événement comme la Coupe du monde de football ».
En mars 2021, le compte Twitter de Mila est brièvement suspendu pour « harcèlement » après ses réponses à des milliers d’insultes provoquées par une campagne concertée de cyberharcèlement faisant suite à un dessin de maternelle qu'elle avait posté,. Devant l’émotion suscitée et sous le feu des critiques, le réseau social revient sur sa décision et reconnaît « une erreur »,.
En novembre 2021, la jeune femme annonce déposer une plainte après avoir été à nouveau harcelée par la chanteuse Iambillies sur Instagram.
Le 16 octobre 2023, lors d'un rassemblement organisé pour rendre hommage à Dominique Bernard, professeur de lettres assassiné par un terroriste islamiste, Mila annonce avoir été menacée et insultée par des participants du rassemblement, et révèle une autre affaire suivie par la DGSI, la préparation d'« un plan intelligent » pour l'atteindre. Elle accuse notamment Raphaël Arnault, leader de la Jeune garde, organisation antifasciste d'extrême gauche, de l'avoir agressée, ce que l'association dément.

## Suites et conséquences

### Pour Mila
Pendant la polémique, Mila s’exprime une seule fois dans les médias : le 3 février 2020, dans l’émission Quotidien, diffusée sur TMC. Alors qu’elle vit recluse chez ses parents depuis plusieurs jours, elle assume ses propos et revendique « le droit au blasphème », tout en précisant ne pas avoir « voulu viser des êtres humains », regrettant « de l’avoir dit de manière aussi vulgaire » et présentant ses excuses à ceux qui « pratiquent leur religion en paix »,. Lors de l'émission de BFM TV du 8 avril 2024 avec Apolline de Malherbe, revenant sur cet entretien et ces regrets, elle déclare qu'« on » lui a demandé de dire qu'elle était désolée pour les personnes qu'elle aurait pu offenser, mais que cela ne correspondait pas à la réalité. Lors de ce nouvel entretien de 2024, elle déclare au contraire : « Je ne suis pas désolée, je n'ai jamais été désolée [...] aujourd'hui j'ai la haine, j'ai la rage ». L'émission Quotidien dément le soir même les accusations, déclarant que le « on » visé par Mila ne fait pas référence à leurs équipes.
Ne pouvant plus se rendre au lycée Léonard-de-Vinci de Villefontaine alors que l’Éducation nationale juge qu’elle met en danger ses camarades, Mila demande à changer d'établissement. Mais en juin 2020, ses parents dénoncent « l’inertie » de l’Éducation nationale : ils indiquent qu’elle est désormais déscolarisée depuis quatre mois et que tous les établissements du secteur public de la région affirment ne pas être en mesure d’assurer sa sécurité. Leur avocat, Richard Malka, déclare alors :

« Cette affaire illustre le renoncement général, en particulier de l'Éducation nationale, à enseigner la liberté d'opinion et d'expression. On tolère l'intolérable pour ne pas faire de vague. On renonce aux valeurs républicaines par peur de blesser et, finalement, on fait taire les victimes et on ferme les yeux sur les agissements de leurs agresseurs. »

### Judiciaires

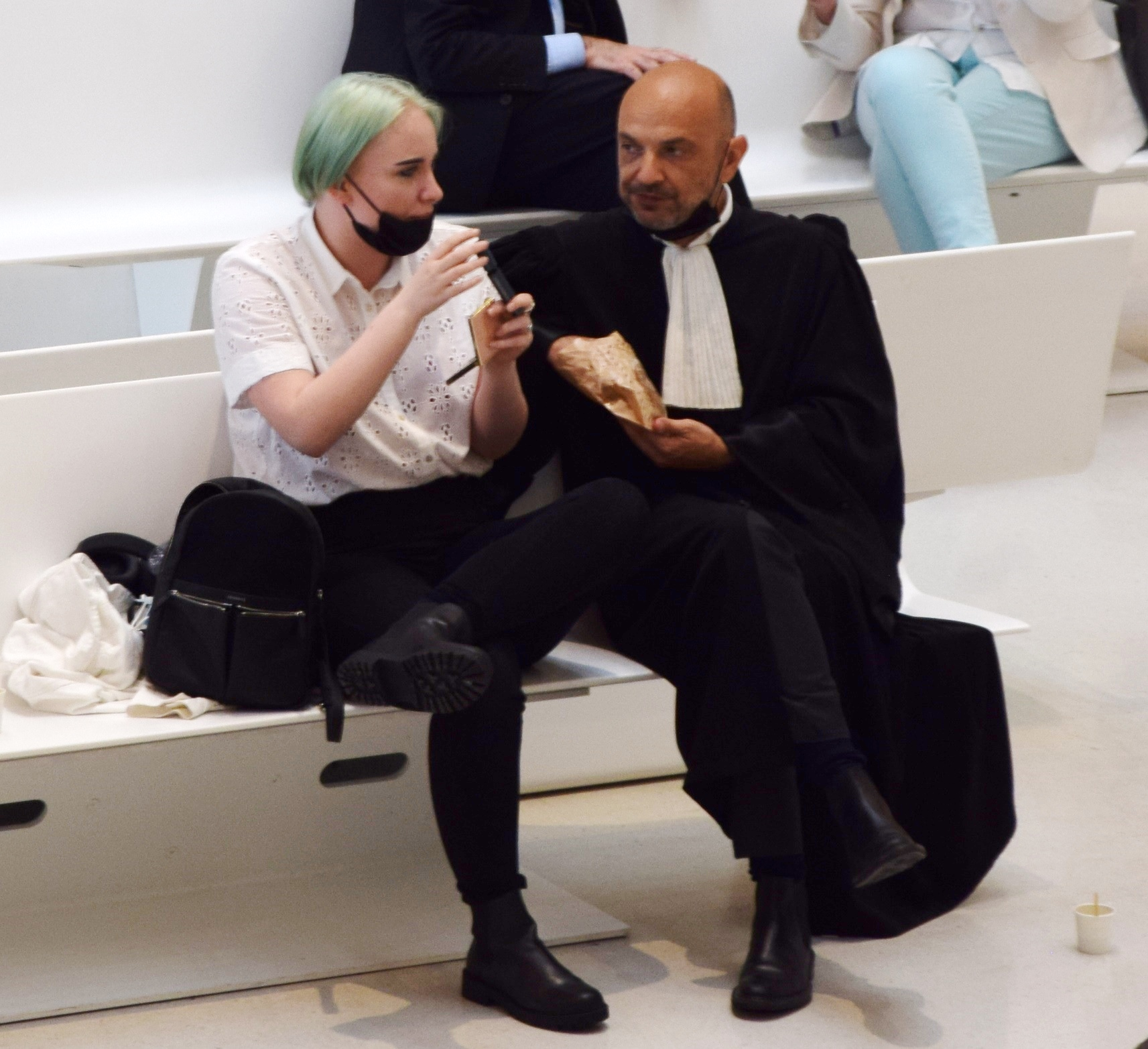
Mila et son avocat, Richard Malka, s’entretenant lors d'une suspension d'audience au tribunal de Paris, le 22 juin 2021.

Dans le cadre de cette affaire, Mila porte plainte et deux enquêtes sont ouvertes : une contre Mila pour appel à la haine et l'autre pour appel au meurtre. La première enquête est classée sans suite le 30 janvier 2020, car, selon le procureur de la République Jérôme Bouvier, elle « a démontré que les propos diffusés, quelle que soit leur tonalité outrageante, avaient pour seul objet d'exprimer une opinion personnelle à l'égard d'une religion, sans volonté d'exhorter à la haine ou à la violence contre des individus à raison de leur origine ou de leur appartenance à cette communauté de croyance,. »
En mars 2020, l'un des auteurs des appels à la violence et au meurtre de Mila est mis en examen, notamment pour « menaces de mort », par un juge d'instruction du tribunal judiciaire de Vienne (Isère) ; cet adolescent lui indique « assumer totalement » son comportement et avoir « fait le boulot que les juges et la police ne font pas. » Dans la foulée, deux autres mineurs sont mis en examen pour « vol et recel de vol de données informatiques »,.
Un jardinier de 23 ans, jugé en comparution immédiate à Auch (Gers), est condamné le 1er octobre 2020, à trois ans de prison, dont dix-huit mois avec sursis, pour menaces de viol et de mort,.
À la suite de la publication d'une nouvelle vidéo de Mila, le parquet de Vienne annonce, le 15 novembre 2020, l’ouverture d'une enquête pour « menaces de mort par écrit et harcèlement électronique »,.
Le 9 février 2021, cinq personnes, âgées de 18 à 29 ans, dispersées sur le territoire français et apparemment sans lien entre elles, sont placées en garde à vue sous la coordination opérationnelle de l'Office central de lutte contre les crimes de haine pour cyberharcèlement et menaces de mort à son encontre,. Le 22 mars 2021, six autres personnes sont placées en garde à vue, toutes pour « harcèlement moral en ligne », cinq d’entre elles l’étant aussi pour « menaces de mort », la sixième pour « menaces de crime ». Au total, treize personnes sont jugées le 3 juin devant le tribunal correctionnel de Paris,. Le 7 juillet, le tribunal correctionnel de Paris prononce des peines de quatre à six mois de prison avec sursis contre onze des douze prévenus.
En septembre 2021, un nouvel homme est condamné à 10 mois de prison avec sursis pour avoir menacé de mort Mila par Internet lors de l’ouverture du procès de juin,.

## Réactions

### Religieuses

#### CFCM
Le 24 janvier 2020, le délégué général du Conseil français du culte musulman (CFCM), Abdallah Zekri déclare à Sud Radio, tout en se disant « contre » les menaces de mort à l'encontre de Mila : « Cette fille sait très bien ce qu'elle fait. Qui sème le vent récolte la tempête. […] Elle l’a cherché, elle assume,. » La secrétaire d'État chargée de l'Égalité entre les femmes et les hommes et de la Lutte contre les discriminations, Marlène Schiappa, dénonce alors des « propos criminels […] indignes d'un leader d'opinion ». Le même jour, le président du CFCM, Mohammed Moussaoui, tweete quant à lui : « Rien ne saurait justifier les menaces de mort à l'égard d'une personne, quelle que soit la gravité des propos tenus. C'est la justice qui doit prononcer les sanctions prévues par la loi s'il y a provocation et incitation à la haine. »

#### Grande mosquée de Paris
Le 8 juillet 2021, le recteur de la grande Mosquée de Paris, Chems-Eddine Hafiz, accorde à Mila une visite privée de l'édifice d'une durée de deux heures. Elle est notamment invitée dans la salle de prière (dont l'accès est habituellement « strictement interdit » aux visiteurs), où il lui remet un moushaf (en) du Coran de couleur rose. Cette « visite amicale », que Mila perçoit comme une « marque de paix très importante », est saluée par la maire de Paris, Anne Hidalgo, la présidente déléguée de LREM, Aurore Bergé, et la LICRA,.

### Opinion publique
Une enquête réalisée par l’IFOP du 1er au 3 février 2020 pour Charlie Hebdo indique que Mila est soutenue par 53 % des Français, le soutien étant plus marqué dans les milieux socio-économiques élevés. L'enquête montre cependant que les sondés hostiles au droit au blasphème (même si celui-ci est exprimé de manière outrageante) sont aussi nombreux que ceux qui y sont favorables,.
En décembre 2020, les auditeurs de RMC la désignent « Grande Gueule de l'année ».

### Aspects politiques
Les personnalités politiques se montrent divisées à son sujet.

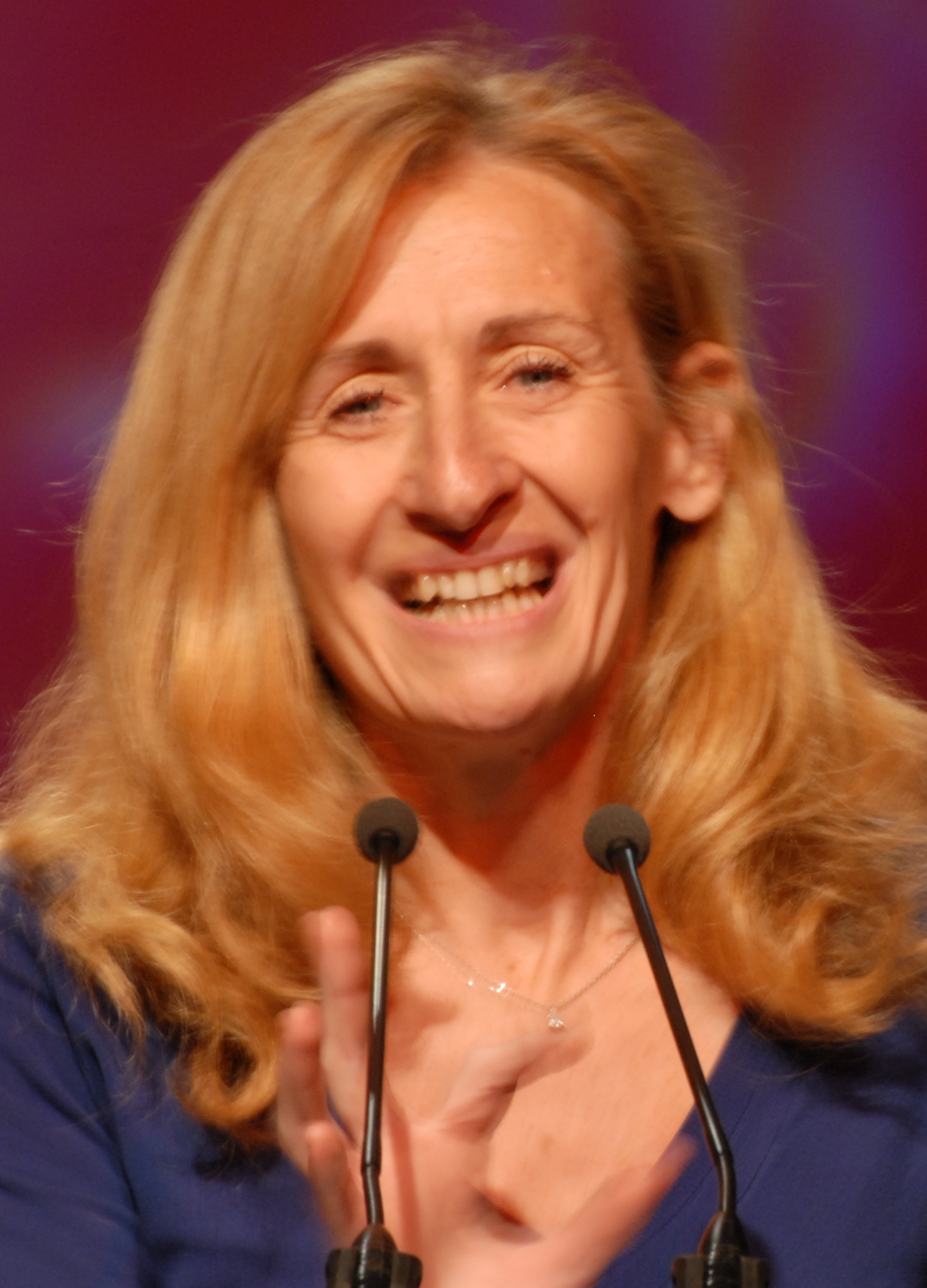
La ministre de la Justice, Nicole Belloubet, estime que l'insulte à la religion, […] c'est grave, avant d’affirmer avoir été maladroite dans ses propos.

Le 29 janvier, la ministre de la Justice, Nicole Belloubet déclare sur Europe 1 : « Dans une démocratie, la menace de mort est inacceptable […]. L'insulte à la religion, c'est évidemment une atteinte à la liberté de conscience, c'est grave, mais ça n'a pas à voir avec la menace [de mort] ». Plus tard, elle déclarera avoir été maladroite et inexacte : « Chacun peut critiquer […] une religion, une idée, […] avec les mots de son choix. C’est non seulement heureux, mais aussi salutaire,. »
De son côté, Ségolène Royal déclare : « Il y a une liberté de critiquer les religions, mais moi je refuse de poser le débat sur la laïcité à partir des déclarations d'une adolescente […]. Critiquer une religion, ça n'empêche pas d'avoir du respect, de l'éducation, de la connaissance, d'être intelligent par rapport à ce qu'on dit. Certainement pas d'ériger une adolescente qui manque de respect comme le parangon de la liberté d'expression,. »
Couplées au silence de nombreuses personnalités politiques, les deux déclarations supra — perçues comme remettant en question le droit au blasphème — sont considérées par d’autres figures politiques (de gauche et de droite), des éditorialistes, des chroniqueurs et des philosophes comme caractéristiques d’une « lâcheté » d'une partie de la classe dirigeante française,,,,. De son côté, Marine Le Pen écrit sur Twitter : « Il y a plus de courage chez cette jeune fille que chez toute la classe politique au pouvoir depuis 30 ans. »

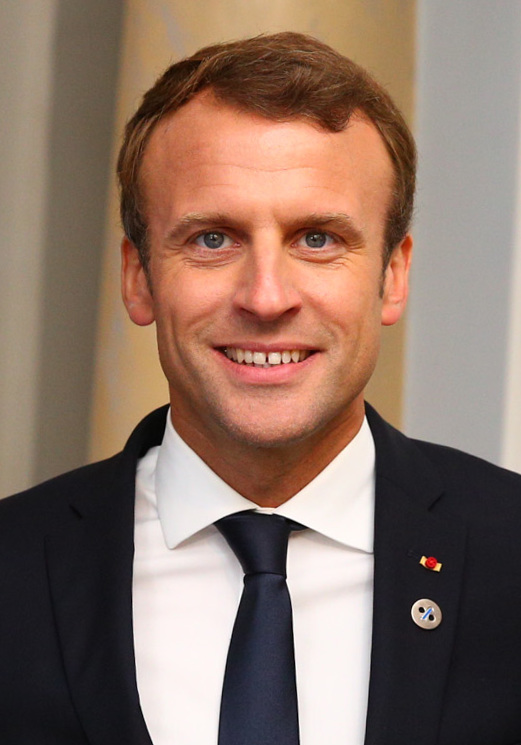
Le président de la République, Emmanuel Macron, intervient dans le cadre de l’affaire en réaffirmant le droit au blasphème.

L'affaire ayant pris une tournure polémique, le président de la République, Emmanuel Macron réaffirme le 12 février « le droit au blasphème » et à « critiquer les religions ». Il indique aussi que « dans ce débat, on a perdu de vue que Mila est une adolescente » et que l’État protège Mila « à l'école, dans sa vie quotidienne, dans ses déplacements ». En décembre suivant, reconnaissant « à demi-mot la défaite de la puissance publique » selon les termes du Figaro, il affirme au sujet de cette affaire : « Ça veut dire qu’on est devenu fous, et que les gens ne respectent pas un principe fondamental de la République qui est ce qu’on appelle la laïcité ».
Réagissant aux propos du président de la République, l'essayiste Céline Pina déclare : « Dans le mot folie, on met ce que l’on compte ne pas traiter. […] Ça veut dire que sur notre sol, à partir du moment où l’islam radical désigne une cible, on l’abandonne parce que ça devient trop difficile de la protéger. […] On assiste à un rétablissement du blasphème par l’assassinat et la menace politique, et on finit par dire “tant pis !”. »
En janvier 2021, lors du débat parlementaire sur le projet de loi confortant le respect des principes de la République, Marine Le Pen accuse l'État d'être « incapable » d'assurer la sécurité de Mila, ce que réfute le ministre de l’Intérieur, Gérald Darmanin.

### Mouvement féministe et LGBT
La gauche et les associations féministes et LGBT sont accusées par Le Figaro de n'avoir pas assez défendu l’adolescente, par peur de « faire le jeu de l’extrême droite ».
Selon Le Monde, la « presse conservatrice » et certains intervenants de débats télévisés dénoncent le « silence coupable » des associations de lutte pour les droits des femmes. Elles se seraient montrées peu enclines à soutenir Mila face au cyberharcèlement qu'elle a subi. Elles le justifieraient en évoquant une instrumentalisation de cette affaire par les « milieux réactionnaires ».
Cependant, pour Libération, « les associations condamnent, sans être entendues » et on est « loin [..] d’un supposé silence généralisé de la part des associations LGBT et féministes ». Le quotidien cite le collectif féministe NousToutes, qui a dénoncé le harcèlement subi par Mila, et les associations Osez le féminisme, SOS homophobie et STOP Homophobie, qui lui ont apporté leur soutien, se positionnant notamment en faveur du hashtag « #Jesuismila ».
La journaliste Lauren Bastide écrit le 24 juin 2021 qu'elle ne soutient pas Mila au motif que celle-ci aurait une « vision du monde raciste et irrespectueuse des musulmans et musulmanes de France » et que cette affaire aurait été récupérée par l'extrême droite,. Réagissant à cette déclaration, le magazine Marianne note que l'affaire Mila « embarrasse dans ces milieux intersectionnels » puisqu'elle implique « une jeune fille lesbienne qui a critiqué l'islam en des termes que ses détracteurs qualifient de racistes. » Or « soutenir une adolescente insultée, harcelée et menacée de mort pour sa critique d’une religion » n'équivaut pas à verser dans le racisme, souligne Marianne, car les propos de Mila relèvent du blasphème, « critique des religions tout à fait légale en France puisque protégée par la liberté d’expression ».
Dans L'Express, Marylin Maeso critique également le militantisme dit « intersectionnel » en affirmant que Lauren Bastide ment lorsqu'elle repeint « en raciste irrespectueuse des musulmans une jeune homosexuelle qui n'a fait que dire ce qu'elle pensait des croyances qu'on lui avait jetées à la figure pour la déshumaniser en tant que lesbienne. Ce faisant, Bastide embrasse aveuglément le narratif des harceleurs de Mila, consistant à exiger un respect inconditionnel des croyances religieuses, y compris quand celles-ci servent à cautionner une haine homophobe ».

### Autres
La militante Zohra Bitan est à l'origine de la publication en mars 2020 du livre #JeSuisMila #JeSuisCharlie #NousSommesLaRépublique : 50 personnalités s’expriment sur la laïcité et la liberté d’expression, préfacé par Zineb El Rhazoui qui écrit : « Par ce livre, nous disons à Mila et à tous ceux qui pensent comme elle qu'ils ne sont pas seuls, que leur liberté est notre sacerdoce,. »
Le président du Comité Laïcité République, Jean-Pierre Sakoun, considère que cette affaire est révélatrice de la volonté de l'islam radical du « contrôle des corps et des esprits » des femmes.
Dans un communiqué en date du 22 juin 2021, le Conseil représentatif des associations noires de France soutient l'adolescente en souhaitant « rappeler que Mila n'a pas gratuitement insulté la religion musulmane (...) mais a réagi à des insultes d'un homme qui pour justifier ses injures homophobes s'est appuyé sur la religion musulmane. Les réseaux sociaux s'emballent et Mila est menacée de mort pour avoir osé répondre à l'intolérance ».

## Place des réseaux sociaux
L'affaire naît sur Instagram et se propage à travers les réseaux sociaux. L'association e-Enfance, agréée par l'Éducation nationale pour la protection des mineurs sur internet, fait supprimer de nombreuses insultes et menaces vis-à-vis de l'adolescente et est elle-même menacée.
Parallèlement, sur internet, sont créés pour la défendre les hashtags « #Jesuismila ». Est par ailleurs créé le mot-dièse « #Jenesuispasmila ».
Lors des auditions devant les enquêteurs, les prévenus évoquent un « effet d’entraînement ».

## Ouvrage
En juin 2021, les éditions Grasset publient un essai écrit par Mila, Je suis le prix de votre liberté,,,.

## Mila après l'affaire
En 2024, Mila Orriols est de nouveau régulièrement médiatisée, elle est alors décrite comme une influenceuse d'extrême droite, égérie de l'extrême droite, proche des milieux identitaires ou elle-même influenceuse identitaire ou militante identitaire.
Elle rejoint le collectif Némésis dont elle fréquente la présidente, Alice Cordier.
En février 2024, avant son coming-out identitaire, Mila a publié puis effacé sur X un post ouvertement raciste, en disant : « C'est un constat. Une immense partie des familles maghrébines sont consanguines, et beaucoup ont des visages difformes et assez laids, et des très petits fronts. Surtout les migrants chelous qui nous agressent dans la rue tous les jours. » La Ligue des Droits de l'Homme annonce avoir saisi la justice à la suite de la découverte de ce tweet, mais l'intéressée nie en bloc l’avoir posté, avant de reconnaître l'avoir fait. Elle est placée en garde à vue en juillet 2025 notamment pour ces propos.
Dans un Space sur X auquel Mila participe en mai 2024, Yoni Tzioni, franco-israélien figure du sionisme controversé pour ses déclarations contre la France et ses propos racistes violents, tient ces propos : « Je peux vous envoyer des photos d’Arabes scotchés de la tête aux pieds accrochées à des feux rouges », ce à quoi Mila répond : « Je veux absolument voir ça ! ». Le procureur de la République est saisi par la Dilcrah à la demande de la ministre chargée de la Lutte contre les discriminations, Aurore Bergé.
Au cours de la campagne des élections législatives de 2024, Mila annonce qu'elle va faire une reprise de la chanson raciste et xénophobe Je partira pas, publiée quelques jours plus tôt sur TikTok, en chantant à la place de la voix créée par une intelligence artificielle générative,.

## Publications
- Mila, Je suis le prix de votre liberté, Paris, Grasset, coll. « Essais et documents », 16 juin 2021, 144 p. (ISBN 978-2-246-82789-4 et 978-2-246-82790-0, présentation en ligne, lire en ligne). .

#### Ouvrages
- Zohra Bitan (dir.) (préf. Zineb El Rhazoui), #JeSuisMila #JeSuisCharlie #NousSommesLaRépublique : 50 personnalités s'expriment sur la laïcité et la liberté d'expression, Bagnolet, Seramis, 2020, 144 p. (ISBN 979-10-96486-23-6 et 979-10-9648-625-0, lire en ligne).
- Smaïn Laacher, L'affaire Mila : victime, agresseurs, haine en ligne, La Tour-d'Aigues / Paris, Éditions de l'Aube et Fondation Jean Jaurès, coll. « Monde en cours / La petite boîte à outils », 2022, 93 p. (ISBN 978-2-8159-5105-0 et 978-2-8159-5106-7, lire en ligne).

#### Articles académiques
- (en) Amir Aziz, « I am the price of your freedom : Gender, Islam, and cyber-harassment in the aftermath of France’s Affaire Mila », European Journal of Women’s Studies,‎ 19 juin 2025 (DOI 10.1177/13505068251348320).
- David Douyère, « Mila, Je suis le prix de votre liberté, Paris, Grasset, 2021, 144 pages », Hermès, CNRS Éditions, no 89,‎ 2022, p. I (ISBN 978-2-271-14191-0, lire en ligne).
- Marianne Golding, « L'affaire Mila: victime, agresseurs, haine en ligne par Smaïn Laacher », The French Review, Johns Hopkins University Press, vol. 97, no 2,‎ décembre 2023, p. 152 (DOI 10.1353/tfr.2023.a914275).
- Smaïn Laacher, « Mila et les réseaux sociaux », Après-demain, Fondation Seligmann, no 66 « La société à l’heure des réseaux sociaux »,‎ 2023, p. 28-30 (DOI 10.3917/apdem.066.0028).
- Céline Lageot, « Réflexions à l’occasion de « l’affaire Mila » : L’impérieuse nécessité pour la Cour européenne des droits de l’homme de mettre fin à sa jurisprudence sur le blasphème », Revue des droits et libertés fondamentaux,‎ 2020, article no 59 (HAL hal-03807857, lire en ligne).

### Documents radiophoniques
- Fabrice Drouelle, « L'Affaire Mila ou la fatwa numérique », Affaires sensibles, France Inter, 16 mars 2021.
- Christophe Hondelatte, « Mila a osé critiquer l’Islam », Hondelatte raconte, Europe 1, 15 septembre 2021 (consulté le 19 septembre 2021).
- Marc Weitzmann, « Affaire Mila, cyber-harcèlement, misogynie, technologie, laïcité : vers une nouvelle culture de l'insulte ? », Signes des temps, France Culture, 27 juin 2021. .